# Diocese de Dublin e Glendalough
A Diocese de Dublin e Glendalough (em inglês:  Diocese of Dublin and Glendalough), também Dioceses Unidas de Dublin e Glendalough (em latim: Dioeceses Unitae Dublinensis et Glendalochensis, em irlandês:  Deoisí Aontaithe Bhaile Átha Cliath agus Ghleann Dá Loch, em inglês:  United Dioceses of Dublin and Glendalough), é a uma diocese da Igreja da Irlanda no leste da Irlanda. É chefiada pelo Arcebispo de Dublin, que também é denominado Primaz da Irlanda. A catedral diocesana é a Catedral da Igreja de Cristo, Dublin.